# Carlos González Sháněl

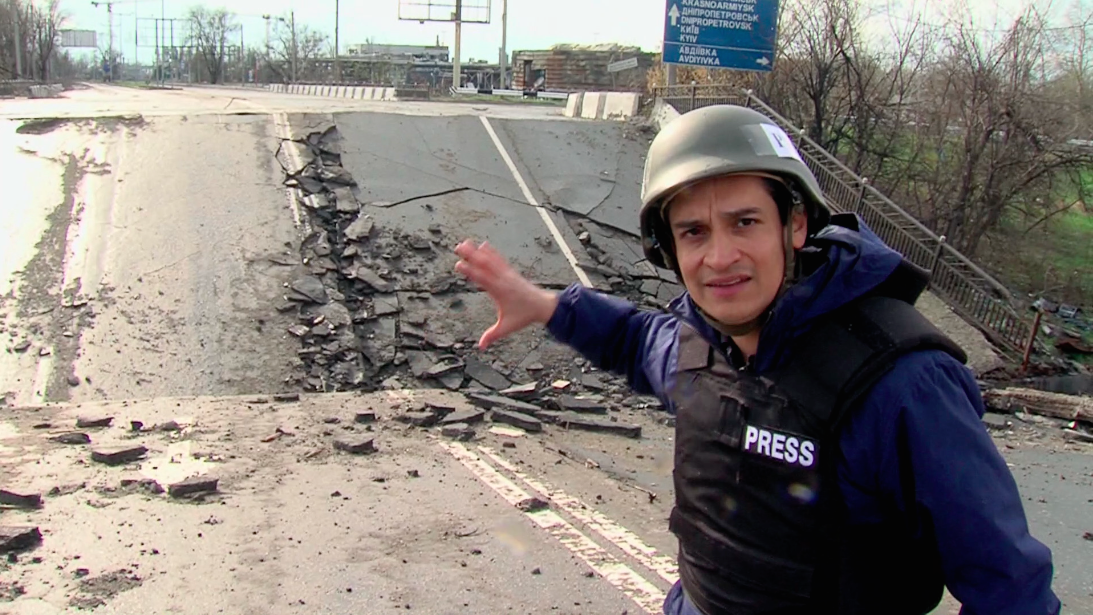
Carlos González Sháněl jako válečný zpravodaj na Ukrajině

Carlos González Sháněl (* 11. června 1973 Buenos Aires) je novinář a specialista na kybernetickou bezpečnost, zakladatel Institutu CASLA  Působil jako korespondent mexické televizní stanice Televisa ve východní Evropě. V současné době pracuje jako analytik v oblasti kybernetické bezpečnosti v americké Filadelfii.

## Životopis
Narodil se v Buenos Aires do česko-chilské rodiny.
Vystudoval audiovizuální komunikaci na Univerzitě UNIACC v Santiagu de Chile, kde získal i postgraduální titul Magister v oboru Komunikace a Marketing. Je také absolventem oboru Sociálně-tržní hospodářství na Univerzitě Miguel de Cervantes (stipendista Nadace Konrada Adenauera). Krátce po ukončení studií v roce 1997 se přestěhoval do Evropy, nejprve žil v Bruselu a pak se přemístil do Prahy, kde působil jako korespondent, reportér a mezinárodní komentátor v různých médiích, včetně zahraničního vysílání Českého rozhlasu České televize a regionální televize.
Od roku 2013 byl zahraničním zpravodajem mexické televize Televisa. Z Prahy informoval i o dění v dalších zemích, například v Maďarsku, na Slovensku, v Polsku či v Gruzii.
Na podzim roku 2014 byl vyslán jako reportér do místa ozbrojeného konfliktu na Ukrajině, ve kterém zemřely tisíce osob a další milion lidí musel opustit své domovy. Natočený materiál pak shrnul v dokumentu „Ceasefire Zone: Diary of Ukraine's Forgotten War“. Film vzdává poctu jak civilnímu obyvatelstvu, tak novinářům, kteří položili svůj život při plnění svých pracovních povinností.
Na pozici zahraničního zpravodaje v České republice skončil v létě 2015, posléze byl vyslán jako korespondent do Filadelfie.. Z televize odešel definitivně o rok později.
Je spoluautorem knihy „Válečné hry v Pacifiku: o nepravděpodobném ozbrojeném konfliktu mezi Chile a Peru“, jejíž předmluvu napsal bývalý český senátor a bývalý Ministr vnitra Jan Ruml, a producent dokumentárního filmu „Kubánské jaro“ (Rakousko, Česká republika).

## Lidská práva
Dlouhodobě se věnuje otázkám dodržování lidských práv, jedním z jeho hlavních témat výzkumu a analýzy. Spolupracuje s nevládní organizaci Forum 2000, přičemž dříve pracoval s týmem lidskoprávní sekce společnosti Člověk v tísni, kde spoluzaložil kubánskou sekci a podílel se na realizaci několika projektů v oblasti lidských práv.
Kromě aktivit v nevládním sektoru se věnuje různým akademickým projektům, konferencím a seminářům. V minulosti přednášel mimo jiné o problematice lidských práv v Latinské Americe na katedře politologie Filozofické fakulty Univerzity Hradec Králové.